# 佛山市中医院
佛山市中医院（广州中医药大学附属佛山中医院、广州中医药大学第八临床医学院、南方医科大学附属佛山中医院）是一家大型三级甲等中医医院，位于中华人民共和国广东省佛山市禅城区祖庙街道亲仁路6号，开放床位1900张。

## 院区分布

### 直属院区
- 东院区（院本部）：佛山市禅城区祖庙街道亲仁路6号
- 西院区：佛山市禅城区祖庙街道丝织路8号[2]
- 新城院区：佛山市顺德区乐从镇荷村工业区内[3]

### 代管的医院

#### 佛山市中医院三水医院（佛山市三水区中医院）
佛山市中医院三水医院（佛山市三水区中医院）位于佛山市三水区西南街道环城路2号，是一家三级未定等中医医院。2005年10月，“佛山市中医院三水医院”在佛山市三水区中医院正式挂牌。

#### 佛山市中医院高明医院（佛山市高明区中医院）
佛山市中医院高明医院（佛山市高明区中医院）成立于1988年，位于佛山市高明区荷城街道文华路387号，是一家二级甲等中医医院。2018年12月19日，“佛山市中医院高明医院”在佛山市高明区中医院正式挂牌。2024年12月30日，佛山市高明区中医院迁建工程（佛山市高明区人民医院（广东医科大学附属高明医院）妇幼院区改建工程）正式开工，预计将在2026年底前完工。

## 历史
- 1956年7月1日，佛山市中医院在筷子路10号正式成立并对外开诊[10]。
- 1993年，佛山市中医院被评为“三级甲等中医医院”[11]。
- 1994年12月11日，佛山市中医院通过了国家中医药管理局组织的“全国著名中医、西医、中西医结合专家组”的评审验收，成为全国第一家“全国中医骨伤科医疗中心”[12]。
- 2001年3月25日，佛山市中医院医疗综合大楼奠基[12]。
- 2006年11月25日，佛山市中医院医疗综合大楼正式开业[13]。
- 2017年7月13日，“南方医科大学附属佛山中医院”正式挂牌[14]。
- 2023年2月14日，佛山市中医院西院区加固工程正式开工[15][16]。